# Історія назв міста Дніпра
Дніпро — місто в Україні, адміністративний центр Дніпропетровської області. Власне, однією з найбільш суперечливих сторінок цього міста є історичні назви головних поселень на його території й історія їх перейменуваннь.

## До 1776 року
За середньовіччя на території міста існувало декілька значних міст:
- Пересічень — 9-13 сторіччя, столиця руського племені уличів, слугував торговим центром — одним з головних перевозів через Дніпро у степах (південніше Дніпрових порогів існував Крарійський перевіз)
- Монастирськ — монастирське місто-замок 10-13 сторіччя за християнської доби Київської Русі[1]) — християнський центр, що пов'язував християнську митрополію України — Візантію з новим місіонерським центром — Києвом; Грецький монастир на Монастирському острові з містечком на протилежному березі у сучасних Каміннях

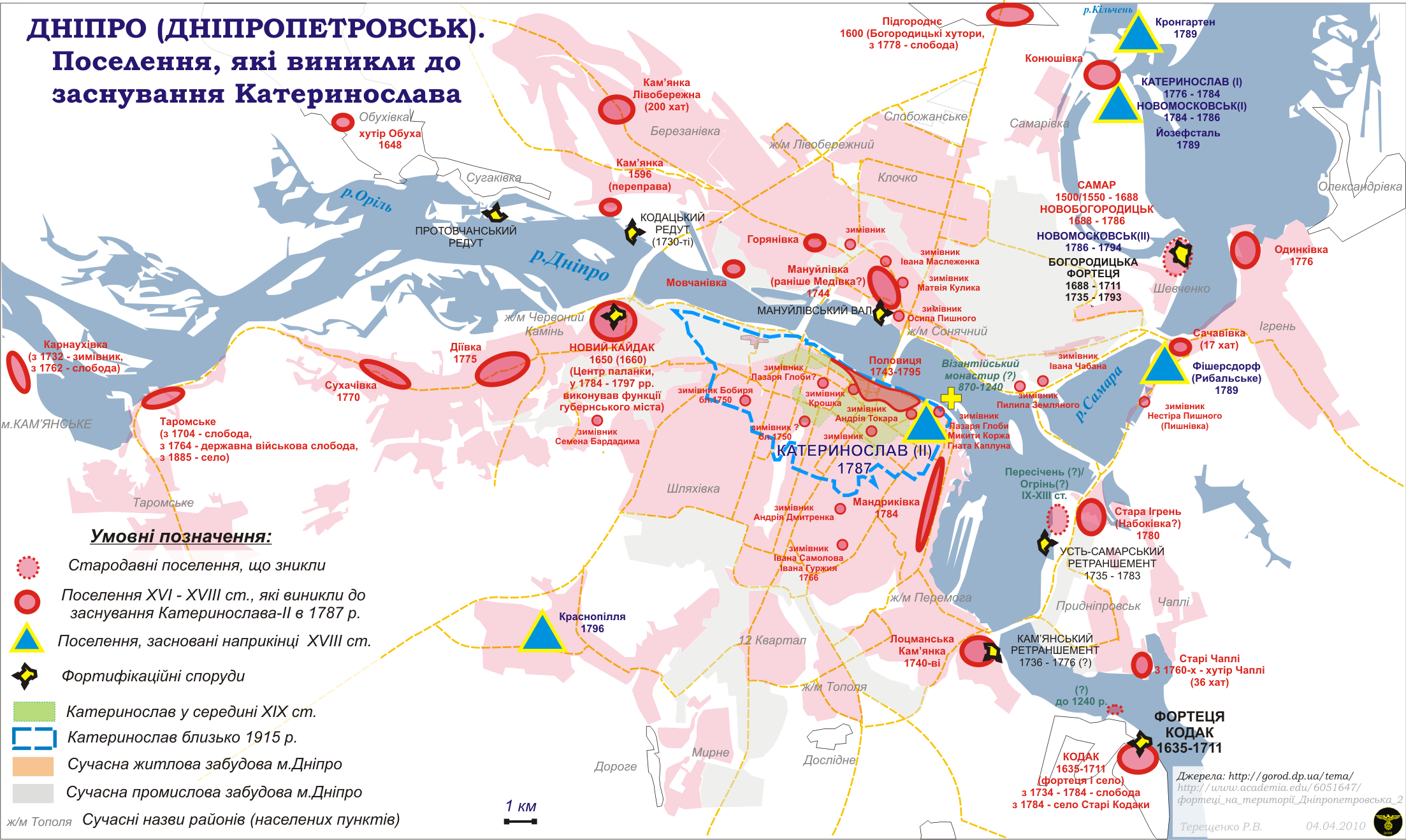
Поселення на території сучасного Дніпра до заснування Катеринослава

До 1787 року на території сучасного міста і околиць відомо декілька поселень і міст, які виникли у козацьку добу:
- 1500 (або 1524) — торговельний центр бродників й згодом запорозьких козаків місто Самар (Самарь) — у пониззі р. Самари. Занепало у 1688 р.
- 1564 — відомі козацькі курені у Таромському, з 1704 — слобода;
- 1596 — відомий перевіз Кам'янка через Дніпро;
- 1600 — відомі Богородицькі хутори (тепер — м. Підгороднє)
- 1635 — за ініціативи гетьмана великого коронного Станіслава Конецпольського та відповідної ухвали сейму Речі Посполитої було засновано фортецю Кодак, поряд виникло містечко — центр Кодацької паланки Надпоріжжя. Фортецю було зруйновано за умовами Прутського трактату 1711 р. Слобода відновилася близько 1734-35 рр. (Старий Кодак).
- 1648 — відомий хутір Обуха (теперішня Обухівка);
- 1650 (або 1660) — відомий Новий Кайдак (центр паланки, а в 1784—1797 рр. частково виконував функції губернського міста під назвою Катеринослав-ІІ);
- 1688 — поряд з козацьким містом Самар (центр запорізької паланки) московським урядом засновано Богородицьку фортецю і посад — Новобогородицьк — першу російську колонію на запорізьких землях. Козацьке населення м. Самар розійшлося сусідніми селами. Проіснувало до 1793 р., коли його залишки були переведені до сучасного Новомосковська (Новоселиці)
- 1740-ві (або 1770-ті) — біля першого порогу засновано поселення лоцманів — Лоцманська Кам'янка;
- 1743—1795 — існувала слобода Половиця. Зникла внаслідок розбудови на її вулицях Катеринослава, який було засновано 1787 р. на горі над Половицею. Тепер — центр м. Дніпра.
- 1744 — засновано Мануйлівку (в подальшому — також Попівка);
- 1760-ті — відомий хутір Чаплі;
- 1770 — засновано Сухачівку;
- 1775 — засновано Діївку;
- 1776 — засновано Одинківку;
- 1784 — відома Мандриківка;

В 1775 році, після чергової переможної війни з Османською імперією, запорізьке козацтво за непотрібністю було ліквідовано, а землі Запоріжжя увійшли у склад Азовської губернії. Щоб керувати цими землями, потрібен був адміністративний центр. Таким центром повинен був стати Катеринослав, заснований 1776 року на річці Кільчень.

### Новий Кодак
За свідченнями історика XIX ст. Ф. Макаревського, у 1645 році в містечку Новий Кодак стараннями місцевих мешканців було побудовано дерев'яну церкву Святого Миколая. Цю дату можна вважати початком міста Дніпра.
Наприкінці XVII сторіччя — початку XVIII сторіччя Новий Кодак почали заселяти сімейні козаки. У 1704 році біля Нового Кодаку з'явилося нове поселення — Таромське, а пізніше Сухачівка, Половиця й Діївка.
У середині XVIII сторіччя Новий Кодак був велелюдним містом, центром Кодацької паланки Підпільненської Січі. За переписом 1754 році у ньому проживало близько 4000 мешканців. У Новому Кодаці тричі на рік відбувалися ярмарки, діяли десятки ремісничих майстерень. У 1760-х роках в містечку з'явився стаціонарний ринок.
Усталений уклад запорозького міста Новий Кодак міняється після ліквідації Підпільницької Січі у 1775 році. Паланкова старшина ліквідується, замість неї в Новому Кодаку з'являється воєвода та городничий. У 1776 році Новий Кодак перетворюється на місце перебування адміністрації Саксаганського повіту Новоросійської губернії Російської імперії. Більше 10 років (у 1776—1789 роках) Новий Кодак виконував функції повітового центру Саксаганського (з 1783 року — Новокодацького) повіту. Тут також була резиденція Слов'янського і Херсонського духовного правління.
В останньому десятиріччі XVIII ст. органічний розвиток міста Новий Кодак був штучно перерваний діями російської влади.
В середині 1780-х років російська імператриця Катерина ІІ звеліла почати будівництво Катеринослава на правому березі Дніпра біля Кодаку. В описі Катеринославського намісництва за 1784 р. вказувалося[джерело не вказане 3489 днів], що Катеринослав засновується з містечка Новий Кодак. З появою Катеринослава починається імперський етап розвитку Дніпра.
За інерцією з 1785 р. по 1791 р. в Новому Кодаку розміщувалася адміністрація міста Катеринослава і повіту, а сам Новий Кодак в церковних і світських документах називався Катеринославом.
Протягом першої половини 1790-х років адміністрація Катеринослава поступово виїхала з Нового Кодаку на нове місце (в район Половиці). У липні 1795 р. «сєлєніє» Новий Кодак (у 1793 р. мав близько 2000 мешканців) було приєднано до «міста» Катеринослава (у 1793 р. мав близько 800 душ населення). Подібне було зроблено і з новокодацькими ярмарками. У серпні того ж року кодацьку поліцію було підпорядковано катеринославській, а казенним селянам запропоновано записатись в купці чи міщани. З 355 дворів Новий Кодак залишила 121 родина. У 1796 році був відкритий наплавний міст біля Катеринослава, який звів нанівець значення Новокодацького перевозу.

## 1776—1918 роки

### Катеринослав
Офіційна історія Катеринослава розпочалась у 1776 році, коли було затверджено план будівництва міста на річці Кільчень при її впадінні у річку Самара. Цей Катеринослав опісля називався Першим (Катеринослав І), Лівобережним, Кільченським. Але незабаром з'ясувалося, що місце для губернського центру було обрано досить невдало: під час весняних і осінніх повеней все заливалося водою, що призводило до спалахів епідемій, а найголовніше — місто було далеко від судноплавного до початку порогів Дніпра. 

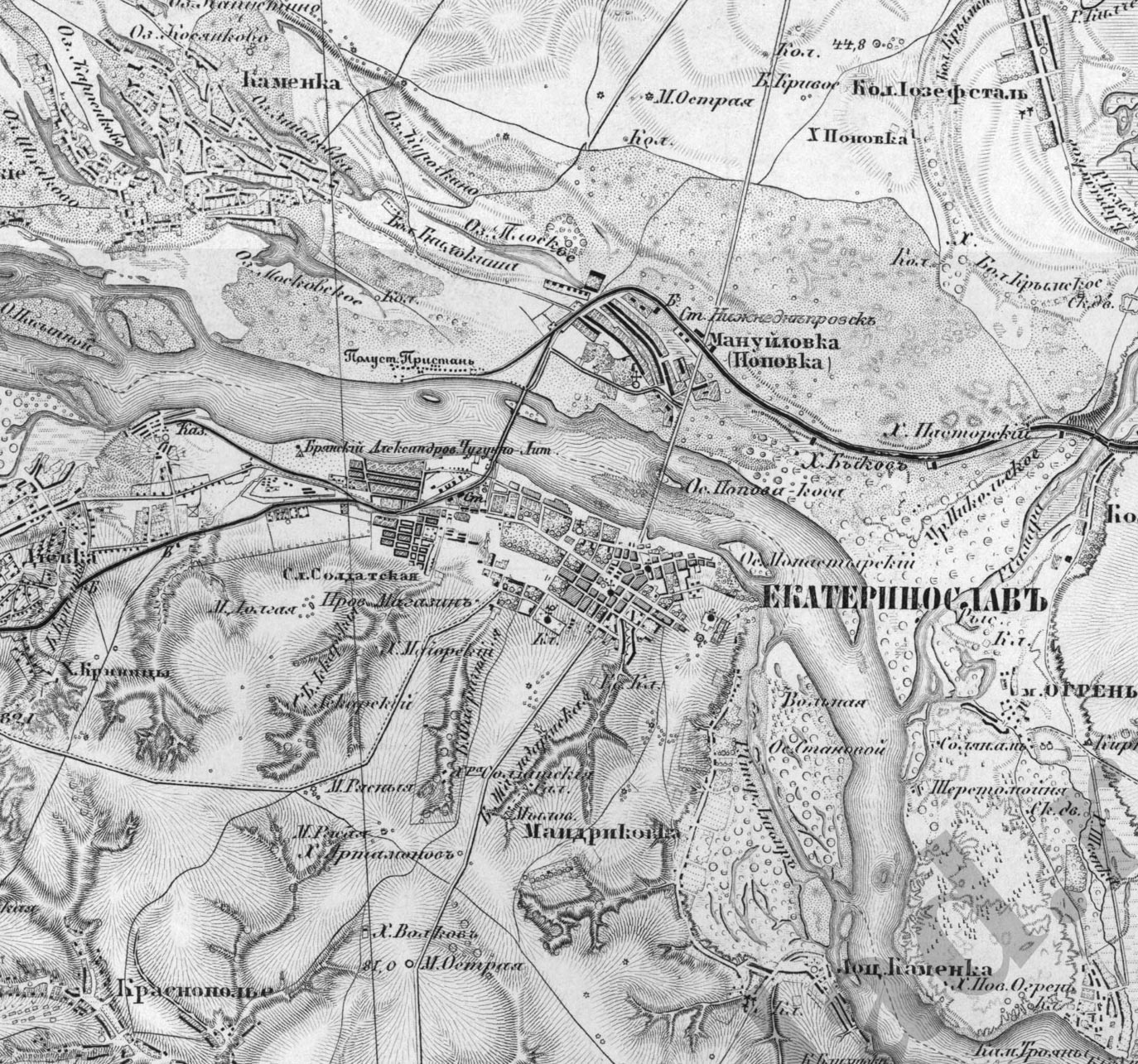
Дніпро (Катеринослав) на мапі Шуберта, приблизно 1888 рік

 Це призвело до того, що наказом Катерини II від 22 січня 1784 р. Катеринослав перенесли на правий берег Дніпра на підвищену місцевість слободи Половиця.
Катеринослав І в свою чергу було перейменовано на Новомосковськ.
Російська імператриця Катерина II мріяла збудувати «Південну Пальміру» — столицю Російської імперії, порівнюючи Санкт-Петербург — «Північна Пальміра». Планувалось побудувати вищий (132 м) за папський собор святого Петра в Римі (Ватикан). Але величезним планам не було дано збутися; вони були забуті коли Катерина ІІ померла. Урочисте заснування імператрицею собору відбулося 9 травня 1787 р. Будівельники встигли закласти величезний фундамент (нині — Соборна площа Дніпра). Це ще одна дата заснування міста: 1887 р. городяни святкували 100-річчя міста.
Деякий час між двома Катеринославами частина губернських установ була розташована у старовинному Новому Кодаку.
1789 р. було засновано німецькі колонії по Самарі — Кронгартен (нині — східна частина м.Підгороднє), Йозефсталь (нині — Самарівка), Фішерсдорф (нині Рибальське — частина Ігрені). У гирлі Сури було засноване колонію Ямбург. 1794 р. було засновано перше промислове підприємство — суконну фабрику (біля теперішнього вокзалу). 1796 р. було засновано с. Краснопілля.

### Новоросійськ
У 1798–1802 за бажанням імператора Павла І місто носило назву Новоросійськ, проте після отримання імператорського трону Олександром І, онуком Катерини II, у 1801 році[джерело?] місту була повернена стара назва.

## 1918—1926 роки

### Січеслав (Січослав)
Ця назва пропонувалася у 1918 році Центральною Радою, проте через її усунення не була реалізована. У часи української революції 1917—1921 років цю назву використовували пронаціональні українські сили, та представники української інтелігенції. На сьогоднішній день ця назва є найбільш поширеною серед українських націоналістів, та деяких проукраїнських сил. Зокрема, у вересні 2011 року у Верховній Раді вже пропонувалося перейменувати місто в Січеслав. Назву «Січеслав» використовують багато видань та громадських організацій у Дніпровській області, зокрема створена під час Євромайдану громадська організація «Майдан Січеслав».

### Краснодніпровськ
Одна з альтернативних назв Катеринослава, запропонована місцевим радянським урядом 1924 року, проте така назва не знайшла підтримки у радянської влади в Москві. У цей час також обговорюються варіанти назв «Ленінослав», «Металіст» та «Краснорурськ».

## 1926—2016 роки

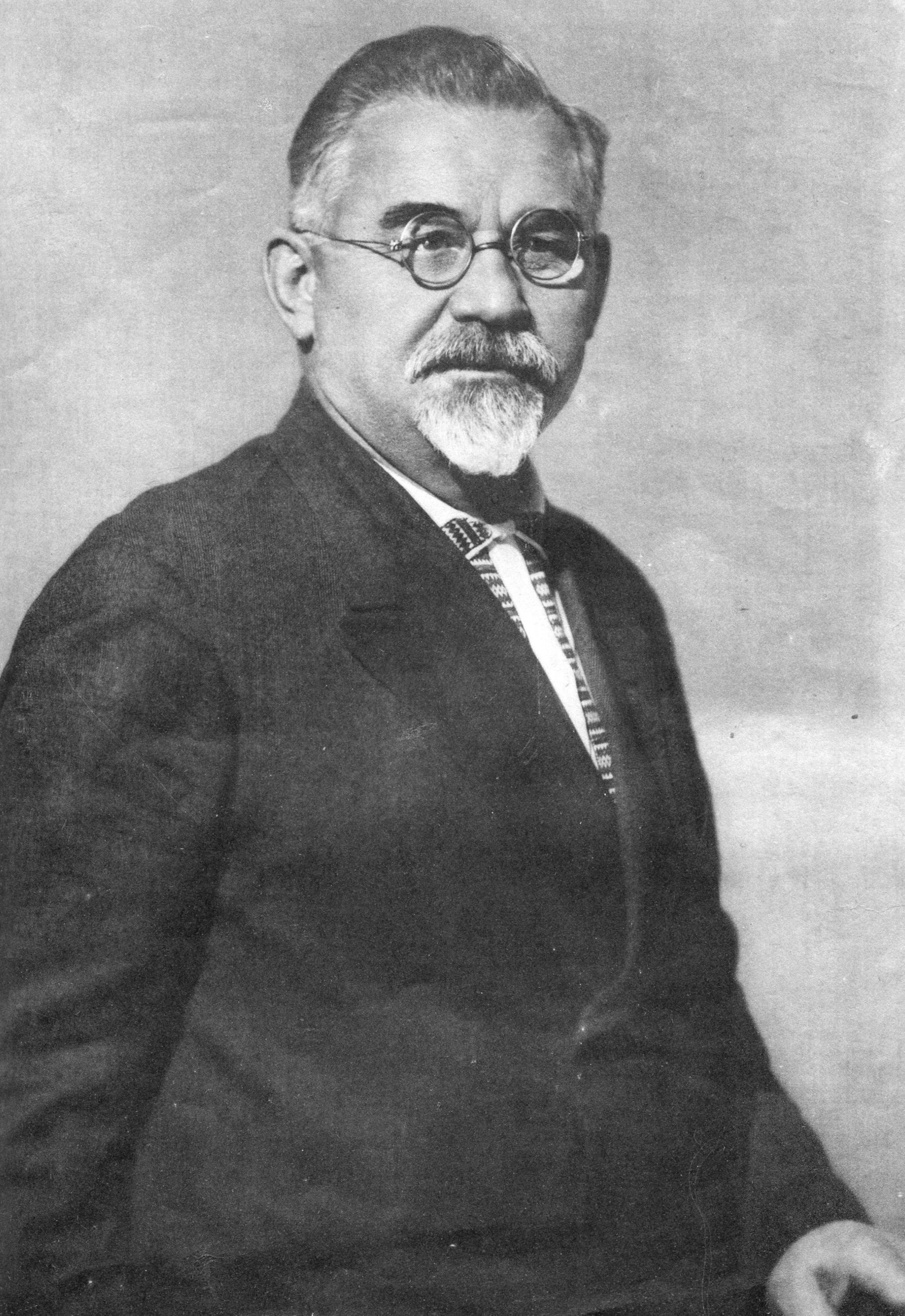
Григорій Іванович Петровський

### Дніпропетровськ
20 липня 1926 року Катеринослав було перейменовано на Дніпропетровськ (на честь діяча комуністичної партії місцевого походження Григорія Івановича Петровського) та річки Дніпро, що проходить через усю Україну.

## від 2016 року

### Дніпро
19 травня 2016 року, у день вишиванки Дніпропетровськ було перейменовано на Дніпро в рамках процесу декомунізації. Нова назва була обрана зважаючи на те, що місцеві мешканці вже і так називають своє місто Дніпром та не бажають, щоб воно мало щось спільне із співорганізатором Голодомору.